# Рено Зои
Рено Зоѝ (на френски: Renault ZOE) е модел електрически малки автомобили (сегмент B) (хечбек с пет врати) на френската компания „Рено“, произвеждан от 2012 до 2024 година.
„Зои“ има 22 kWh пакет литиево-йонни батерии, който осигурява пробег от 210 km по NEDC, или средно около 160 km. Максималната скорост е 140 km/h, но при включен Eco режим е ограничена до 95 km/h, за да се предотврати нежелано спадане на пробега. Моделът е заводска конверсия, базирана на платформата на Рено Клио III. Ширината и междуосието са еднакви, но Зои е по-дълъг и с над 10 cm по-висок.

## История
По-рано от Рено представят под името Зои няколко различни концептуални автомобила: първоначално през 2005 г. като Сити Кар Зои и по-късно като Зои Зи в две различни версии през 2009 г. Готовата за производство версия на ZOE бе показана през 2012 г. на автомобилното изложение в Женева .
Първите доставки за клиентите започват във Франция през декември 2012 г. с кумулативни продажби от 2878 броя, като до май 2013 г. ZOE е най-продаваният изцяло електрически автомобил във Франция през първите пет месеца на 2013 г. Продажбите в Европа през първите 11 месеца на 2013 г. достигат 8146 броя, като 64,8% от продажбите са на френския пазар.

## Версии
По време на автомобилното изложение в Женева през 2012 г. е обявена версия 2.0 в процес на разработка с удвоен пробег (350 km), благодарение на ново поколение батерии. Новият модел е планиран за 2014 г. без да се разкриват подробности относно технологията, но Renault се отказват от инвестициите си в изграждането на собствен завод за литий-манганови батерии.. На 21 май 2014 г. между Renault Group и LG Chem е сключен меморандум за разработка на следващо поколение батерии с по-голям пробег. В документа не се споменават точни параметри за увеличаването на пробега. В края на 2014 г. се появи информация за следващата версия, която ще бъде с компоненти, произведени изцяло от Renault. В първия си вариант ZOE страда от много бавното домашно зареждане и след множество оплаквания от собственици Renault прави промяна – в обновения ZOE моторът и силовата електроника позволяват по-ефективно и бързо зареждане с ниска мощност, но за сметка на това отпада способността за зареждане на 43 kW. Бързото зареждане ще е вече до 22 kW на съответните зарядни станции. Зарядното и двигателят ще се произвеждат от Renault в Клеон, Франция.

## Технология и дизайн

### Трансмисия

#### Тип Continental
Отначало Рено използва електромотор, производство на Continental (известна като производител на гуми) с мощност до 70 kW, максимален въртящ момент до 226 N·m и тегло 77 kg. За сравнение, обичаен двигател с вътрешно горене с подобна мощност има работен обем 1,2 литра и тежи около 80 kg без трансмисия. Двигател с вътрешно горене със сравним с електромотора на ZOE максимален въртящ момент обичайно има работен обем около 2 литра и тежи около 150 kg без трансмисия.
Електрическият мотор е директно свързан с диференциала чрез едностепенен редуктор вместо традиционната многостепенна трансмисия. Контролерът, който управлява мотора, както и цялата силова електроника са производство на Continental. Eлектромоторите се произвеждат в град Гифхорн, Германия.

#### Тип R240
R240 е първият електромотор, изцяло разработен и произвеждан от Renault. Конструирането отнема 3 години и постига резултат от 15% подобрение в ефективността. Новият задвижващ модул се нарича R240 заради това, че с него ZOE постига пробег от 240 km с едно зареждане на батерията по европейски цикъл на шофиране, но на своята интернет страница Renault посочва реален пробег от 115 km при ниски и 170 km при умерени температури.

#### Тип R110
В началото на 2018 г. от Рено потвърдиха официално информацията за нов електрически мотор с мощност 82 kW (110 к.с.), което означава увеличение с 22% спрямо предишната версия.

### Батерии
Батерията на Рено Зои е литиево-йонна, притежава капацитет от 22 kWh и е изградена от 192 клетки. По финансови причини за производител е избрана южнокорейската LG, с което очакванията батерията да е идентична с тази на Nissan Leaf не се оправдават. ZOE е конструирана на платформа, специално създадена за електрически автомобили и батерията е монтирана в гнезда под пода на колата, като по този начин не влияе на пространството в салона и на обема на багажника. В колата е вградено специално разработено за нея зарядно устройство „Хамелеон“ (Chameleon charger) с мощност 43 kW. Когато е свързано към домашна монофазна електрическа инсталация, то може да зареди батериите на Зои за девет часа. Използвайки трифазен ток 32 A при 22 kW, устройството се справя с тази задача за един час. Със стенна зарядна станция от Renault (Wall Box) зареждането става за 6 часа. Ако зарядният ток е 63 A при 43 kW, пълният заряд на батериите отнема едва 30 минути. Предвиден е и вариант, при който изтощените батерии се подменят със заредени.

### Оборудване
Базовата версия предлага бордови таблет R-Link, зарядна станция, устройство за подпомагане на паркирането, камера за задно виждане и автоматична система за вентилация и отопление. Интересното при системата за вентилация и отопление на ZOE е, че е от тип термопомпа (едни и същи елементи от системата се използват за охлаждане през топлите дни и отопление през студените). Предлагат се и две допълни нива на оборудване, чиито цени започват от €17 500. При тях са налични екстри като: работещ с гласови команди 7-инчов чувствителен на допир дисплей, навигационна система, 16-инчови джанти, сензор за замърсеността на въздуха, йонизатор, вграден ароматизатор и други.

## Лизинг
Тъй като основното притеснение на потенциалните клиенти на електрически автомобили е животът на батерията, Рено решават въпроса, като предлагат батерията на лизинг. Цената на стандартния пакет е €79 на месец, като по този начин клиентът винаги използва нова, работеща на пълен капацитет батерия.
С програмата Z.E. Access Renault предлага и оферта за наем на батерията, адаптиран към нуждите на клиенти, които шофират под 5000 km на година. За клиенти, които купуват нов ZOE, офертата започва от €49 на месец за минимален период от 36 месеца. Пробегът е ограничен до 1250 km на тримесечие.
След Норвегия, Англия става вторият пазар, на който електромобилът се продава и заедно с батерията. От 27 ноември 2014 г. в Англия Рено Зои вече се предлага с включена в цената батерия, при базова цена 23 443 британски лири.
ZOE е представено с три нива на оборудване:
- Life на цена от € 21 490 във Франция, € 15 190 (към 29/04/2014) на купувача и € 6300 безвъзмездна държавна субсидия.
- Intens на цена от € 22 500 във Франция, € 16 200 на купувача и € 6300 безвъзмездна държавна субсидия.
- Zen на цена от € 22 600 във Франция, € 16 300 на купувача и € 6300 безвъзмездна държавна субсидия.

### Продажби
| Продажби на Renault ZOE в периода(1) от 2012 до 2015 г.                                                                      | Продажби на Renault ZOE в периода(1) от 2012 до 2015 г. | Продажби на Renault ZOE в периода(1) от 2012 до 2015 г. | Продажби на Renault ZOE в периода(1) от 2012 до 2015 г. | Продажби на Renault ZOE в периода(1) от 2012 до 2015 г. | Продажби на Renault ZOE в периода(1) от 2012 до 2015 г. |
| Държава | Общо продажби                                           | Продажби 2015                                           | Продажби 2014                                           | Продажби 2013                                           | Продажби 2012                                           |
| --- | ------------------------------------------------------- | ------------------------------------------------------- | ------------------------------------------------------- | ------------------------------------------------------- | ------------------------------------------------------- |
| Франция | 21 935                                                  | 10 406                                                  | 5 970                                                   | 5 511                                                   | 48                                                      |
| Германия | 4 304                                                   | 1 787                                                   | 1 498                                                   | 1 019                                                   |                                                         |
| Великобритания | 2 401(2)                                                | 1 045(2)                                                | 1 104                                                   | 252                                                     |                                                         |
| Норвегия | 2 067                                                   | 1 634                                                   | 433                                                     |                                                         |                                                         |
| Швейцария | 1 201                                                   | 478                                                     | 381                                                     | 342                                                     |                                                         |
| Австрия | 1 035                                                   | 279                                                     | 387                                                     | 369                                                     |                                                         |
| Нидерландия | 1 022                                                   | 223                                                     | 252                                                     | 547                                                     |                                                         |
| Испания | 783                                                     | 312                                                     | 289                                                     | 182                                                     |                                                         |
| Италия | 684                                                     | 326                                                     | 155                                                     | 203                                                     |                                                         |
| Швеция | 584                                                     | 378                                                     | 204                                                     |                                                         |                                                         |
| Дания | 567                                                     | 330                                                     | 145                                                     | 92                                                      |                                                         |
| Белгия | 228                                                     | 33                                                      | 110                                                     | 85                                                      |                                                         |
| Португалия | 186                                                     | 153                                                     | 34                                                      |                                                         |                                                         |
| |                                                         |                                                         |                                                         |                                                         |                                                         |
| Всичко | 39 196                                                  | 18 931                                                  | 11 323                                                  | 8 874                                                   | 68                                                      |
| Забележки: (1) Глобалните годишни продажби включват всички варианти. (2) Продажбите във Великобритания са до септември 2015. |                                                         |                                                         |                                                         |                                                         |                                                         |

Доставките във Великобритания започват през март 2013, а за Германия, Италия и Испания – през април 2013 г. През януари 2014 г. продажбите в световен мащаб достигат до 10000 броя, а към октомври 2014 г. нарастват до 16397 броя.
Renault ZOE стартира официално на норвежкия пазар през април 2014 г., макар че доставките на дребно започват още в края на март. За разлика от други европейски страни, колата се продава в Норвегия с включена в цената батерия и няма опция за отделен лизинг на батериите. Схемата за продажба в България се очаква да бъде същата, като продажбите започват в края на 2015 г.

## Признание
Седма поред победа за ZOE в категорията „Най-добър малък електромобил“ обявява английското списание What Car?. Според списанието, което оценява автомобили вече 40 години, през 2020 г. последното поколение Renault ZOE с акумулатори 52 kWh и много усъвършенствания, няма да има равно на себе си в тази категория.

## Критика
През 2013 година от Electronic Frontier Foundation разкритикува решението на Renault да предоставя под наем батериите на ZOE на потребителите, като обвиняват фирмата в предполагаемо наличие на вграден в електрониката (DRM) софтуер. От фондацията твърдят, че това може да направи автомобила неизползваем, ако собственикът престане да плаща вноските на лизинга или Renault оттегли поддръжката. Renault публично отрече използването на DRM технология чрез официалния си Twitter акаунт.